# Шумска трептељка
Шумска трептељка (лат. Anthus trivialis) је мала птица певачица која се гнезди широм већег дела Европе и Палеарктика, све до Источносибирских планина на истоку. То је птица селица на велике удаљености, која зими мигрира у Африку и јужну Азију. Научно име потиче из латинског језика anthus што је назив мале птице травнатих подручја, а специфични епитет trivialis значи „обична“.
Станиште за гнежђење су отворене шуме и жбуње. Гнездо се поставља на земљу и обично се полаже 4-6 јаја. Ова врста је инсектоједа као и њени сродници, али ће јести и семе.

## Таксономија
Шведски природњак Карл fon Лине је формално описао шумску трептељку 1758. године у десетом издању своје „Systema Naturae“ под биномним називом Alauda trivialis . Карл фон Лине је дефинисао локалитет у Шведској. Специфични епитет trivialis је латинског порекла и значи „уобичајен“ или „обичан“, а од латинског trivium значи „јавна улица“. Шумска трептељка се сада сврстава у род Anthus који је 1805. године увео немачки природњак Јохан Матеус Бехштајн.
Препознају се две подврсте:
- Anthus trivialis trivialis (Linnaeus, 1758) - гнезди се широм Европе до југозападног Сибира, северног Ирана и Турске, источног Казахстана, јужноцентралног Сибира, Монголије и северозападне Кине; зимује у Индији и Африци. Укључује предложену подврсту Anthus trivialis sibiricus
- Anthus trivialis haringtoni (Witherby, 1917) - гнезди се у северозападним Хималајима; зимује у централној Индији

## Опис
Шумска трептељка је мала трептељка која подсећа на ливадску трептељку (Anthus pratensis). То је неупадљива врста, са смеђим пругама изнад и црним ознакама на белим доњим деловима тела и жућкастим грудима испод. Може се разликовати од нешто мање ливадске трептељке по тежем кљуну и већем контрасту између жућкастих груди и белог стомака. Шумска трептељка чешће седи на дрвећу.
Оглашавање је "spek", за разлику од слабог оглашавања њеног рођака. Песма у лету је непогрешива. Птица се уздиже на краткој удаљености од дрвета, а затим се спушта чврстим крилима, а песма постаје продужена пред крај.

## Животни циклус
- средина септембра до средине априла: живи у подсахарској Африци
- средина априла до почетка маја: мигрира и стиже у земље попут Уједињеног Краљевства
- почетак маја до августа: сезона гнежђења, два легла
- Од августа до средине септембра: лети назад у сахарску Африку

## Распрострањеност и станиште
Шумска трептељка се размножава у стаништима са шумовитом компонентом, укључујући низијске вресове и шипражје. Најчешћа је у отвореним шумама које се граниче са вресиштима или у отвореним структурираним храстовим шумама – отуда потреба за великим проређивањем како би се створила празна структура. Преферира дрвеће средње величине са ниском крошњом, где постоји ниско растуће жбуње и купине ниже од 2 метра, тако да је хоризонтална видљивост релативно добра. Воли мозаик траве и папрати, али не и јако испашене кратке травњаке, па се пожељно користи лагана до умерена испаша.

## Понашање

### Гнежђење
Шумска трептељка се гнездие на земљи међу травом или вресом . Гнездо гради женка. Женка излеже 4 до 6 јаја. Јаја се излегу након 12-14 дана. Птиће хране оба родитеља и напуштају гнездо након 12-14 дана. Гнезда понекад напада обична кукавица (Cuculus canorus).

### Храњење
Шумске трептељке се углавном хране бескичмењацима, обично инсектима, али једу и нешто биљног материјала. Углавном се хране на земљи.

## Галерија
- Шумска трептељка Раџкоту
- Шумска трептељка Индија
- Гнездо шумске трептељке
- Јаја, колекција Музеја Висбаден
- Шумска трептељка
- Шумска трептељка Гуџарат, Индија
- Шумска трептељка Белгија
- Историјска илустрација 1907-1908. године аутор Хенрик Гренволд
- Шумска трептељка Анамалаи, Индија
- Cuculus canorus canorus у гнезду Anthus trivialis - MHNT
- Anthus trivialis - MHNT